# 小行星8647
小行星8647（英語：8647 Populus）是一颗围绕太阳公转的小行星。1989年9月2日，艾瑞克·怀特·埃尔斯特在上普罗旺斯发现了此天体。
这颗小行星的绝对星等为100.4060586378445等。